# Dave Adamson (cầu thủ bóng đá Anh)
David Henry Adamson (sinh ngày 7 tháng 5 năm 1951 ở Chester-le-Street) là một cựu cầu thủ bóng đá người Anh thi đấu ở Football League, ở vị trí hậu vệ. Ông ghi hơn 132 bàn thắng trong sự nghiệp.